# L'ingranaggio (film 1919)
L'ingranaggio o La scadenza (L'Engrenage) è un film muto del 1919 scritto e diretto da Louis Feuillade.

## Produzione
Il film fu prodotto dalla Société des Etablissements L. Gaumont

## Distribuzione
Distribuito dalla Société des Etablissements L. Gaumont, uscì nelle sale cinematografiche francesi 10 ottobre 1919.